# Ramón Fonseca Mora
Ramón Fonseca Mora (Panama-Stad, 14 juli 1952 – aldaar, 8 mei 2024) was een Panamees zakenman en advocaat, hij was tevens medeoprichter van de in Panama gevestigde financiële dienstverlener Mossack Fonseca, die in april 2016 in opspraak kwam door de uitgelekte Panama Papers.

## Biografie
Fonseca werd geboren in Panama-Stad op 14 juli 1952. Hij studeerde rechten en politieke wetenschappen aan de Universiteit van Panama-Stad en de London School of Economics.
In 1977 startte hij samen met Jürgen Mossack de onderneming Mossack Fonseca. Daarnaast was hij actief lid van de politieke partij Panameñistische Partij.
Fonseca overleed op 8 mei 2024 op 71-jarige leeftijd.Hij stierf net te vroeg om zijn vrijspraak mee te maken, want eind juni 2024 werden zijn compaan Jürgen Mossack en 27 andere verdachten vrijgesproken van witwassen en alle andere aanklachten. De Panamese rechter was erin geslaagd om vormfouten en andere onvolkomenheden te vinden die deze vrijspraak volgens haar rechtvaardigden.